# Victoire de l'artiste interprète étranger

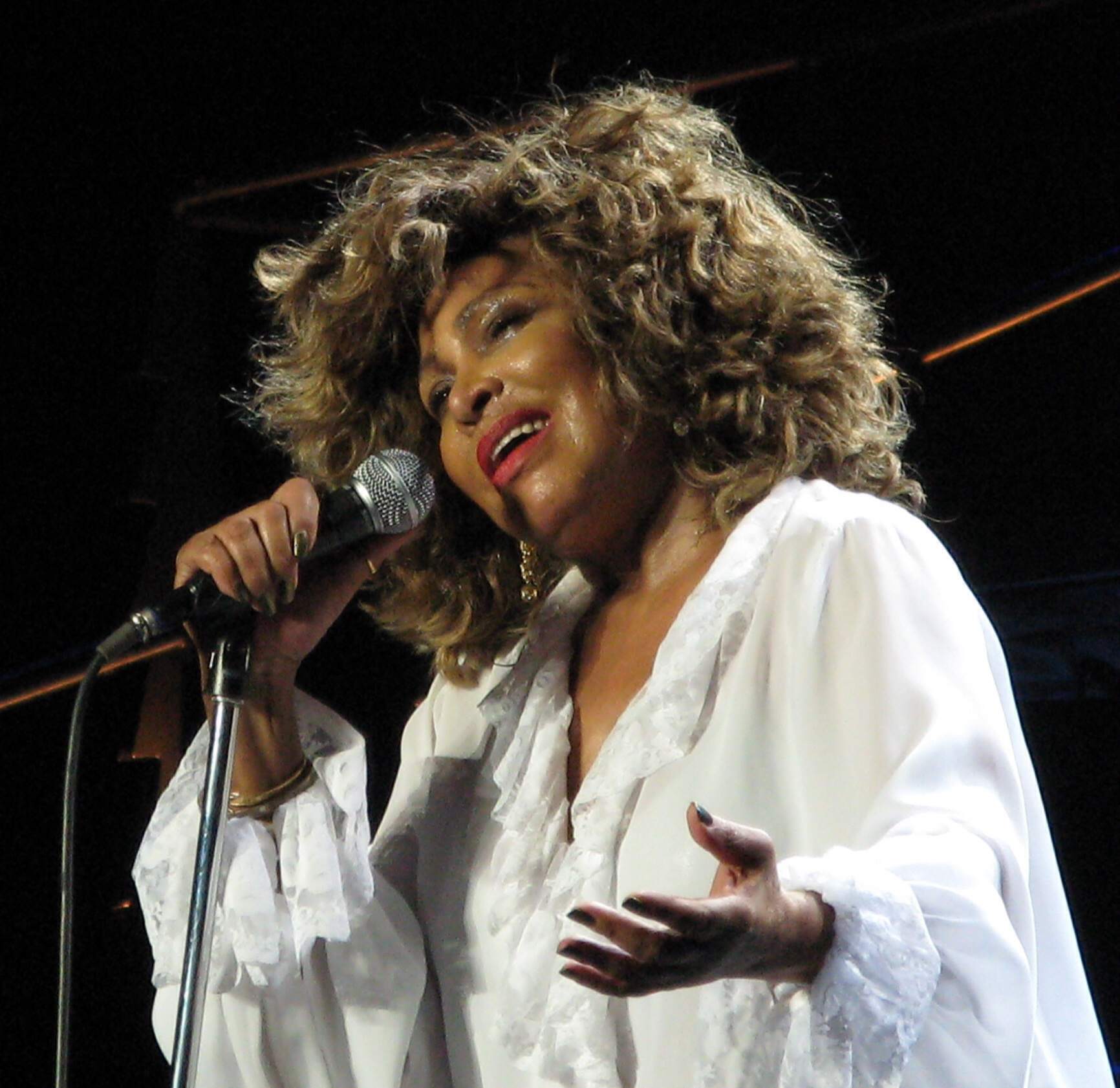
Tina Turner.

La Victoire de l'artiste interprète étranger de l'année est une ancienne récompense musicale française décernée uniquement lors des Victoires de la musique en 1985. Elle est venue primer le meilleur artiste interprète étranger non-francophone selon les critères d'un collège de professionnels.

## Palmarès
- 1985 : Tina Turner[1] •  États-Unis